# Іванів Михайло Онуфрійович
Миха́йло Онуфрійович Іва́нів (Іванов) (* 17 грудня 1866, с. Кочерів, тепер Радомишльська міська громада, Житомирська область — † 14 квітня 1938, Биківня, Київ) — військовий та політичний діяч, генерал-майор царської армії, генерал-хорунжий Армії Української Народної Республіки.

## Життєпис
Закінчив Київське піхотне юнкерське училище (1890). 1902 після навчання в Імператорській військовій академії служив командиром роти, згодом — батальйону (13-й піхотний Білозерський та 7-й гренадерський Самогітський полки). Брав участь у російсько-японській війні 1904—1905. Під час Першої світової війни командував 48-м піхотним Сибірським полком, 12-ю піхотною Сибірською дивізією, 7-м Сибірським корпусом.
Від березня 1917 — член Української Центральної Ради, брав участь у роботі Першого Українського військового з'їзду. На ньому його обрали членом Українського генерального військового комітету 1917. Був членом Української соціал-демократичної робітничої партії. 1917 очолював відділ головної інспекції в генеральному секретарстві (згодом — міністерстві) військових справ Української Народної Республіки.
За доби Української Держави — начальник картографічного відділення головного геодезичного управління. В складі інтернованих формувань Армії Української Народної Республіки перебував у польських військових таборах.
У квітні 1919 року начальник Головного штабу Армії УНР. В травні цього ж року залишився у Кам'янці-Подільському, який зайняли частини РСЧА. Був заарештований та відправлений до Харкова, де був мобілізований червоними. Після демобілізації у 1923 році переїхав до містечка Буча, де проживала його сестра. Працював бухгалтером комбінату.
7 березня 1938 заарештований та засуджений трійкою НКВС до розстрілу з конфіскацією майна. Розстріляний та похований в Биківні під Києвом.